# Vallis Bohr

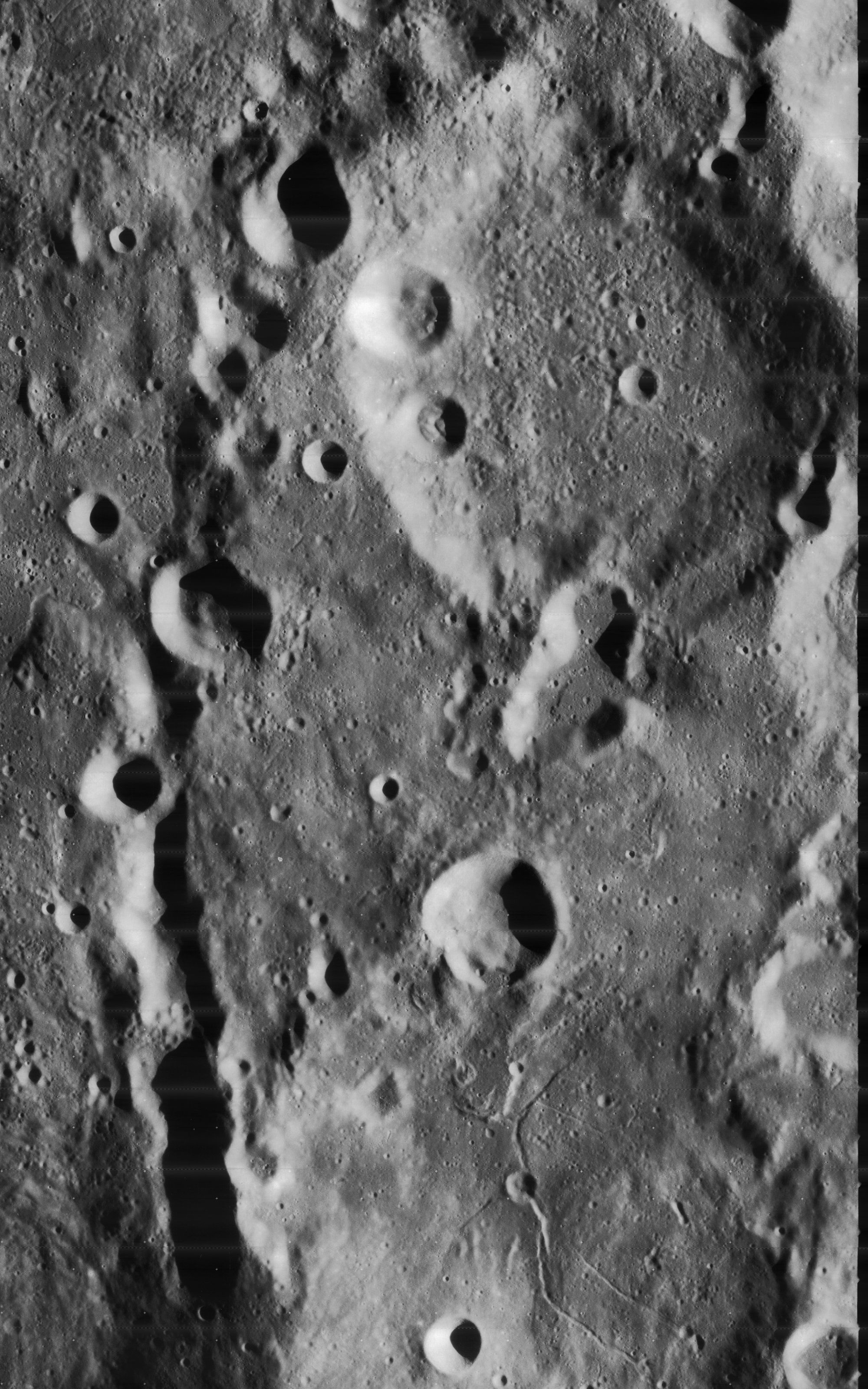

Vallis Bohr je údolí na Měsíci táhnoucí se přímo na jih od kráteru Einstein. Toto široké údolí má délku asi 80 kilometrů a je radiální s pánví Mare Orientale dále na jih. Selenografické souřadnice tohoto údolí jsou 12,4° S a 86,6° Z. 
Údolí na přivrácené straně se jmenuje podle Nielse Bohra. 